# Maltese First Division 1924/1925
Soutěžní ročník Maltese First Division 1924/25 byl 14. ročníkem Maltese First Division, nejvyšší maltské fotbalové ligy. Soutěž byla v této sezóně rozšířena z 5 na 8 účastníků. Šampionem se stala Floriana.

## Tabulka
| Poř. | Tým               | Z | V | R | P | VG | OG | B  |
| ---- | ----------------- | - | - | - | - | -- | -- | -- |
| 1.   | Floriana          | 7 | 6 | 1 | 0 | 12 | 2  | 13 |
| 2.   | Sliema Wanderers  | 7 | 5 | 1 | 1 | 14 | 1  | 11 |
| 3.   | Valletta United   | 6 | 3 | 2 | 1 | 12 | 2  | 8  |
| 4.   | Valletta Rovers   | 7 | 2 | 2 | 3 | 8  | 6  | 6  |
| 5.   | Vittoriosa Rovers | 6 | 3 | 0 | 3 | 6  | 8  | 6  |
| 6.   | Sliema Rangers    | 6 | 1 | 2 | 3 | 7  | 12 | 4  |
| 7.   | Ħamrun Spartans   | 7 | 1 | 1 | 5 | 3  | 18 | 3  |
| 8.   | Msida Rovers      | 6 | 0 | 1 | 5 | 2  | 15 | 1  |

|  | Vítěz ligy |